# لوئیس اویلس
لوئیس اویلس (انگلیسی: Luis Avilés؛ زادهٔ ۲ ژوئیهٔ ۱۹۹۰) بازیکن فوتبال اهل آرژانتین است.